# Hees (De Wolden)
 Hees  is een buurtschap in de Nederlandse gemeente De Wolden in de provincie Drenthe. De buurtschap is gelegen ten noorden van de provinciale weg 375, die van Meppel naar Pesse loopt. Hees ligt ongeveer twee kilometer ten zuiden van de plaats Ruinen. Hees telde in 2008 60 inwoners.